# Yannick de Waal
 (février 2019).
Si vous disposez d'ouvrages ou d'articles de référence ou si vous connaissez des sites web de qualité traitant du thème abordé ici, merci de compléter l'article en donnant les références utiles à sa vérifiabilité et en les liant à la section « Notes et références ».
Pour les articles homonymes, voir De Waal (homonymie).
Yannick de Waal, né le 26 août 1994 aux Pays-Bas,, est un acteur néerlandais.

## Filmographie

### Cinéma et téléfilms
- 2007 : Zucht (nl) : Erik
- 2007 : Kapitein Rob en het geheim van Professor Lupardi (nl) : Sammy
- 2009 : Jardins secrets (Gooische Vrouwen) : Emiel
- 2009 : Floor Faber (nl) : Dexter
- 2010 : De Troon (nl) : Kleintie
- 2010 : Verborgen verhalen (nl) : Kennan
- 2012 : Flikken Maastricht : Nick
- 2013 : De val van Aantjes : Klaas
- 2014 : Smoesjes : Chris
- 2014 : Dorsvloer vol confetti : Christiaan
- 2014-2015 : Bureau Raampoort (nl) : Vincent
- 2015 : Zwarte Tulp (nl) : Ben
- 2015 : Parnassus (nl) : Jonas
- 2016 : Moordvrouw : Wouter de Heer
- 2017 : The State : Abu Abbas El Hollandi
- 2017 : Quiet Nights Again : Alex
- 2018 : Immortality : George
- 2023 : The Golden Hour : Max